# Наташа Котлар-Трайкова
Наташа Котлар-Трайкова преподава история на Института за национална история в Скопие на теми свързани с македонското революционно движение, историята на балканските държави през XIX век с акцент върху България и Балканските войни (1912 – 1913). Автор е на учебник по история за средно образование.
През 2021 година става кандидат за кмет на скопската община Център от ВМРО – ДПМНЕ.